# Caryomyia spherica
Caryomyia spherica är en tvåvingeart som beskrevs av Gagne 2008. Caryomyia spherica ingår i släktet Caryomyia och familjen gallmyggor. Inga underarter finns listade i Catalogue of Life.